# Standseilbahn Žaliakalnis
| Standseilbahn Žaliakalnis                                                                                        |          |             |             |
| Streckenlänge:                                                                                                   | 0,142 km |             |             |
| Spurweite: | 1200 mm  |             |             |
| Maximale Neigung:                                                                                                | 259 ‰    |             |             |
| |          |             |             |
| \| \| 0,142 \| Bergstation \| Bergstation \| \| \| \| Ausweiche \| \| \| \| 0,000 \| Talstation \| Talstation \| |          |             |             |
| Haltepunkt / Haltestelle Streckenanfang                                                                          | 0,142    | Bergstation | Bergstation |
| |          | Ausweiche   |             |
| Haltepunkt / Haltestelle Streckenende                                                                            | 0,000    | Talstation  | Talstation  |

Koordinaten: 54° 54′ 3,8″ N, 23° 55′ 3,6″ O
Die Standseilbahn Žaliakalnis ist eine von drei Standseilbahnen in Litauen. Die Bahn, die erste in der Stadt Kaunas und in Litauen, ist eine der ältesten Standseilbahnen Europas. Sie befindet sich im Stadtteil Žaliakalnis.

## Technische Daten
Die Standseilbahn hat ein Gleis, auf dem zwei Wagen gegenläufig verkehren. Diese begegnen sich in einer Ausweiche in der Mitte der Strecke. Das Gleis besteht aus in Deutschland beschafften Stahlschienen, die eine Spurweite von 1200 mm besitzen. Die Strecke hat eine Länge von 142 m und einen Neigungswinkel von 25,9 %. Die Wagen sind aus Holz gefertigt, jeder kann 36 Fahrgäste aufnehmen. Sie bewegen sich mit einer Geschwindigkeit von zwei Metern pro Sekunde, die Fahrt dauert eine Minute und 38 Sekunden.
Die Maschinenanlage ist im Keller der oberen Station untergebracht. Das System ist mit einer Sicherheitseinrichtung ausgestattet, bei der die Wagen bei Bruch des Zugseiles mit einer automatischen Bremse abgebremst werden.

## Geschichte
Um die Jahrhundertwende zum 20. Jahrhundert siedelten sich viele in der Unterstadt arbeitenden Bürger im Stadtteil Žaliakalnis an. Diese wünschten eine Verbesserung der Verkehrsverhältnisse zum unteren Teil der Stadt.
1927 schlug Bürgermeister Jonas Vileišis die Errichtung einer Schmalspurbahn über Palemonas und Vilijampolė nach Žaliakalnis vor. Die Eisenbahnverwaltung stimmte der Idee vor allem wegen der hohen Kosten nicht zu. Darauf folgte der Vorschlag des Baus einer städtischen elektrischen Straßenbahn. Doch der Rat der Stadt war damit nicht einverstanden und beschloss, eine Standseilbahn zu bauen.
Um die Passagierströme zu bewerten, erfolgte 1930 eine Zählung der Bürger, die die Treppe benutzten. Für den Bau des Aufzugs gingen Ausschreibungen an österreichische, deutsche und Schweizer Firmen. Die Ausschreibung gewann die deutsche Firma Curt Rudolph in Dresden, die den Vertrag für die Lieferung, Beratung und andere Hilfsprojekt mit der Stadt abschloss. Der Hang, der für den Bau und den Betrieb des Aufzugs erforderlich war, wurde von seinen Vorbesitzern erworben. Von Oktober 1930 bis zum Frühling 1931 dauerten die Bauarbeiten. Die Bauüberwachung erfolgte durch den Präsidenten Antanas Smetona und den Bürgermeister Juozas Vokietaitis.
Am 5. August 1931 wurde die Standseilbahn offiziell eröffnet und am 8. August wurde sie für den allgemeinen Betrieb freigegeben. Ein Wagen war für Fahrgäste eingerichtet, der zweite wurde mit Gegengewichten beladen. Die Bahn auf den Hügel wurde schnell sehr populär. Im Herbst wurde beschlossen, einen zweiten Personenwagen einzusetzen. Dieser wurde in einem Wettbewerb ausgeschrieben, den das litauisch-amerikanische Unternehmen AMLIT gewann, ein Handelsunternehmen, das mit Automobilherstellung, Handel und Verkehr viel Erfahrung hatte. In dem zweiten Wagen wurde eine zusätzliche Sicherheitseinrichtung für die Fahrgäste eingebaut, falls dieser am unteren Streckenende anstoßen würde.

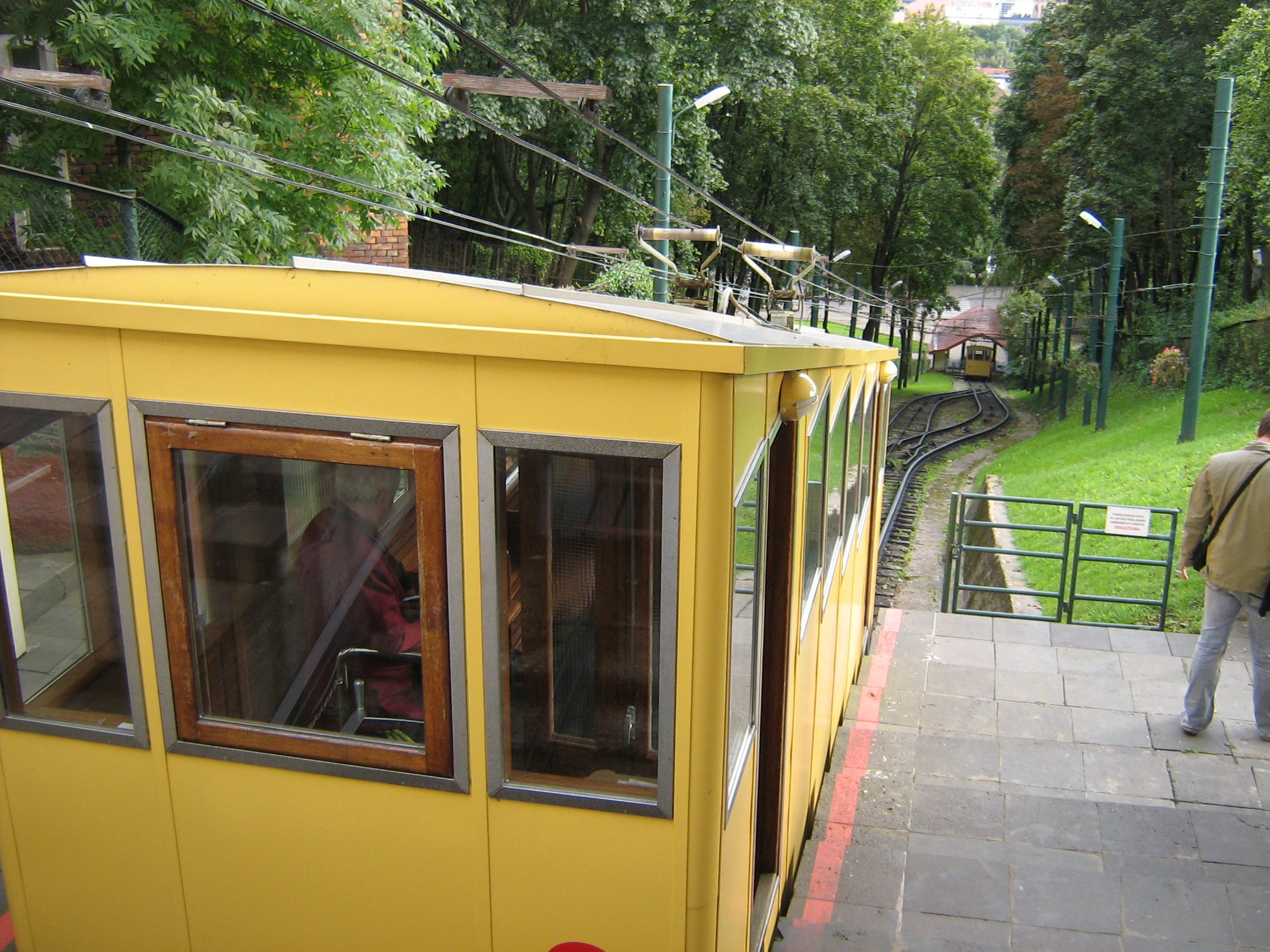
Bergstation

Von 1935 bis 1937 erfolgten größere Umbauarbeiten. Dazu wurden für die Strecke auf die als Napoleon-Hügel bezeichnete Anhöhe neue Wagen beschafft. Diese wurden bei der Maschinenfabrik Bell in der Schweiz hergestellt. Zur gleichen Zeit wurden am unteren Personenbahnhof Vordächer angebracht.
Der Fahrpreis betrug zehn Centų und fünf Centai für Schülerinnen und Schüler. Der Festpreis für die Talfahrt betrug fünf Centai. Städtische Beamte sowie Angehörige der Polizei und Feuerwehr forderten einen ermäßigten Fahrpreis oder freie Fahrt, was nicht gewährt wurde.
Die Expansion des Stadtviertels, die zunehmende Zahl der Bevölkerung, die Schaffung von Einrichtungen des Gesundheitswesens und der Industrie ließen den Schrägaufzug zu einem bedeutenden und beliebten Verkehrsmittel werden, das zudem die Besucher der Stadt anzog. 1937 wurden 1.406.999, 1938 1.988.592 und 1939 2.291.477 Fahrgäste befördert. Während des Zweiten Weltkrieges blieb die Standseilbahn unversehrt und weiter in Betrieb.
Während der sowjetischen Zeit wurde die Standseilbahn wie die Standseilbahn Aleksoto von der Busgesellschaft Troleibusai Kaune betrieben. Der Fahrpreis betrug nun eine Kopeke. 1970 wurden mehr als fünf Millionen Fahrgäste befördert. 1986 waren umfangreiche Reparaturen notwendig. Die obere Station erhielt neue Bahnsteige, die untere erhielt ein neues Gebäude. Auf dem Vorplatz wurde die von Broniaus Zalenso geschaffene Skulptur Mädchen mit kleiner Pfeife aufgestellt.
Ab 1992 wurde die Standseilbahn von der dem Unternehmen EBSW gehörenden Firma Ciklonas betrieben. Durch Fehlplanungen des Betreibers stand die in dieser Zeit niemals rentable Bahn 2002 zur Versteigerung an. Im März 2003 ersteigerte UAB „Kauno liftai“ die Standseilbahn und restaurierte sie authentisch im Baustil von 1931.
Während der Fahrt erklang in den Wagen eine Zeit lang Musik des Komponisten Giedrius Kuprevičius und das Personal trug Uniformen aus der Zeit zwischen den beiden Weltkriegen. Am 15. September 2004 wurde in der Bergstation eine Fotoausstellung eröffnet.

## Technisches Denkmal

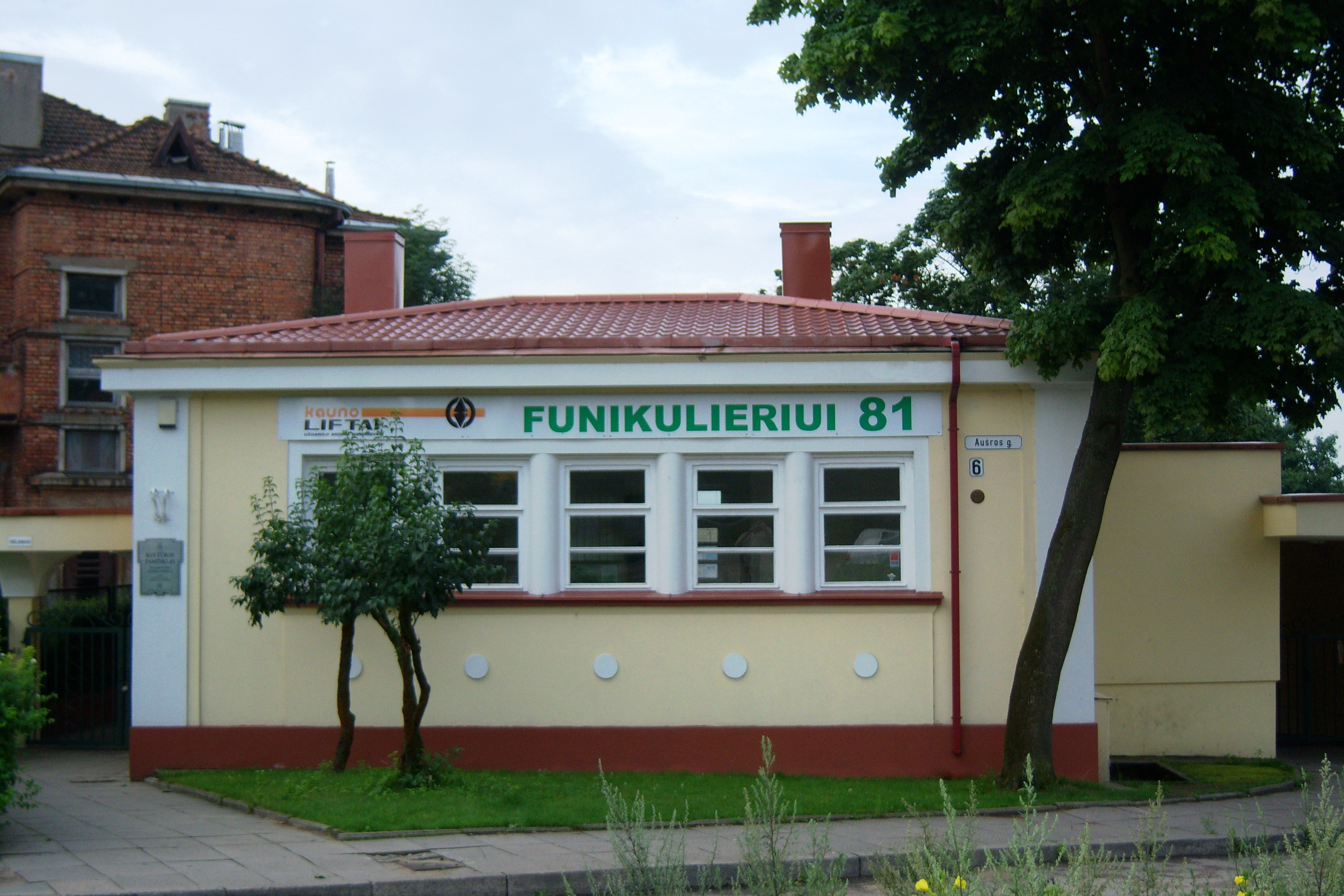
Gebäude der Standseilbahn

Die Standseilbahn ist die erste derartige Anlage in Litauen, die am 30. November 1996 in einer Liste mit kulturellen Schätzen mit historischem, technologischem und architektonischem Wert veröffentlicht wurde. Am 24. Oktober 1997 wurde sie in die Liste der Kulturdenkmäler aufgenommen. Am 9. Oktober 2003 erklärte die litauische Regierung die Bahn als Kulturdenkmal.
Am 16. Oktober 2004 veröffentlichte die litauische Post zwei Briefmarken mit dem Abbild der Standseilbahnen in Kaunas. Beide Marken hatten eine Auflage von 600 000 Exemplaren mit einem Nominalwert von 1 und 1,3 Litas.
Die Gebäude der Seilbahnstationen sind integraler Bestandteil des Stadtzentrums von Kaunas wie die Auferstehungskirche und ihr architektonisches Ensemble. Durchschnittlich nutzen täglich 400 bis 600 Passagiere die Standseilbahn.